# Buzz Demling
Arthur Michael Demling, meglio conosciuto con il nome di Buzz (Saint Louis, 21 settembre 1948), è un ex calciatore statunitense, di ruolo difensore.
Anche il fratello Mark è stato un calciatore professionista, suo compagno di squadra nei S.J. Earthquakes e San Francisco Fog.

## Carriera

### Club
Si forma nella rappresentativa calcistica dell'università statale del Michigan.
Viene ingaggiato nel 1973 dai St. Louis Stars, franchigia della NASL. Con gli Stars otterrà il secondo posto nella Southern Division nella stagione 1973.
Nel 1974 passa insieme al fratello Mark ai neonati S.J. Earthquakes, franchigia nel quale militò sino al 1978. Con i Quakes otterrà come miglior piazzamento il raggiungimento delle semifinali nella stagione 1976. Con gli Earthquakes vinse anche la stagione NASL indoor 1975.
Proseguirà la carriera sino al 1981 nell'indoor soccer.

### Nazionale
Dopo aver partecipato alle qualificazioni, nel 1972 fece parte della nazionale olimpica di calcio degli Stati Uniti d'America che partecipò al torneo di calcio della XX Olimpiade e che ottenne l'ultimo posto del Gruppo 1.
Dal 1973 al 1975 gioca nella nazionale di calcio degli Stati Uniti d'America quattro incontri amichevoli.

## Statistiche

### Cronologia presenze e reti in Nazionale
| Cronologia completa delle presenze e delle reti in nazionale ― Stati Uniti | Cronologia completa delle presenze e delle reti in nazionale ― Stati Uniti | Cronologia completa delle presenze e delle reti in nazionale ― Stati Uniti | Cronologia completa delle presenze e delle reti in nazionale ― Stati Uniti | Cronologia completa delle presenze e delle reti in nazionale ― Stati Uniti | Cronologia completa delle presenze e delle reti in nazionale ― Stati Uniti | Cronologia completa delle presenze e delle reti in nazionale ― Stati Uniti | Cronologia completa delle presenze e delle reti in nazionale ― Stati Uniti |
| Data                                                                       | Città                                                                      | In casa                                                                    | Risultato                                                                  | Ospiti                                                                     | Competizione                                                               | Reti                                                                       | Note                                                                       |
| -------------------------------------------------------------------------- | -------------------------------------------------------------------------- | -------------------------------------------------------------------------- | -------------------------------------------------------------------------- | -------------------------------------------------------------------------- | -------------------------------------------------------------------------- | -------------------------------------------------------------------------- | -------------------------------------------------------------------------- |
| 12-8-1973                                                                  | New Britain                                                                | Stati Uniti                                                                | 1 – 0                                                                      | Polonia                                                                    | Amichevole                                                                 | -                                                                          | 75’                                                                        |
| 5-9-1974                                                                   | Monterrey                                                                  | Messico                                                                    | 3 – 1                                                                      | Stati Uniti                                                                | Amichevole                                                                 | -                                                                          |                                                                            |
| 8-9-1974                                                                   | Dallas                                                                     | Stati Uniti                                                                | 0 – 1                                                                      | Messico                                                                    | Amichevole                                                                 | -                                                                          |                                                                            |
| 26-3-1975                                                                  | Poznań                                                                     | Polonia                                                                    | 7 – 0                                                                      | Stati Uniti                                                                | Amichevole                                                                 | -                                                                          |                                                                            |
| Totale                                                                     |                                                                            | Presenze                                                                   | 4                                                                          |                                                                            | Reti                                                                       | 0                                                                          |                                                                            |

## Palmarès

### Indoor soccer
- NASL Indoor: 1

San Jose Earthquakes: 1975.